# Dorle Schönemann
Doris „Dorle“ Schönemann (* 1911 in Dresden; † unbekannt) war eine deutsche Schwimmerin und Olympiateilnehmerin. Sie startete für Blauweiß Dresden.
Im Jahr 1928 wurde sie Deutsche Meisterin über 400 m Freistil.
Über dieselbe Strecke ging sie bei den Olympischen Spielen 1928 in Amsterdam zusammen mit 19 weiteren Athletinnen an den Start, musste jedoch schon nach den Vorläufen, wo sie in 6:37,0 min abgeschlagen auf den letzten Platz kam, die Konkurrenz beenden. Auch die beiden anderen deutschen Starterinnen – Lotte Lehmann und Reni Erkens – konnten sich nicht für das Semifinale qualifizieren.